# 고사이시
고사이시(일본어: 湖西市)는 일본 시즈오카현의 가장 서쪽에 있는 시이다. 2010년 3월 23일에 하마나군 아라이정을 편입했다.

## 지리
시즈오카현 최서단에 위치하고 하마마쓰시, 도요하시시와 인접한다. 남쪽은 태평양, 동쪽은 하마나호와 접한다. 시가지는 두 개의 JR역 주변에 발달해 있지만 과거 5개 정촌이 통합해 만들어졌다는 특성 때문에 시가지가 분산되어 있어 시의 중심이라고 할 수 있는 지역은 없고 연속된 시가지도 없다.
에도 시대에 하마나호의 북쪽과 남쪽으로 관문이 놓여 막부의 법도에 따라 어업 이외의 목적으로 하마나호를 배로 건너는 것은 금지되어 있었다.

## 인접하는 자치체
- 시즈오카현 하마마쓰시
- 아이치현 도요하시시

## 역사
- 1955년 4월 1일 - 하마나군의 2정 3촌이 합병해 하마나군 고사이정이 되었다.
- 1972년 1월 1일 - 시로 승격해 고사이시가 되었다.
- 2010년 3월 23일 - 하마나군 아라이정을 편입했다. 이로 인해 하마나군은 해체되었다.

## 교통

### 철도
- 도카이 여객철도 도카이도 본선
- 덴류하마나코 철도 덴류하마나코선

### 도로
- 국도 제1호선
- 국도 제42호선
- 국도 제301호선

## 인구
| 연도 | 인구   | ±%     |
| ---- | ------ | ------ |
| 1940 | 30,843 | —      |
| 1950 | 38,884 | +26.1% |
| 1960 | 41,449 | +6.6%  |
| 1970 | 46,126 | +11.3% |
| 1980 | 54,252 | +17.6% |
| 1990 | 59,926 | +10.5% |
| 2000 | 60,827 | +1.5%  |
| 2010 | 60,043 | −1.3%  |